# Dithecodes brunneifrons
Dithecodes brunneifrons är en fjärilsart som beskrevs av George Francis Hampson 1909. Dithecodes brunneifrons ingår i släktet Dithecodes och familjen mätare. Inga underarter finns listade i Catalogue of Life.